# Susanne Häusler
Susanne Häusler (* 19. Oktober 1955 in Berlin) ist eine deutsche Schauspielerin.

## Leben und Wirken
Nach ihrem Schauspielstudium von 1979 bis 1982 an der Otto-Falckenberg-Schule in München begann sie ihre Karriere beim Theater (u. a. Residenztheater München). 
Dem Fernsehzuschauer wurde sie durch ihre diversen Rollen z. B. in den Fernsehreihen Tatort, SOKO Köln, in zahlreichen Fernsehfilmen oder als Julias Mutter Christa Schilling in der ZDF-Telenovela Julia – Wege zum Glück (2005–2006) bekannt. Häusler wirkte als Schauspielerin bislang in mehr als 30 Film-und-Fernsehproduktionen mit.

## Theater (Auswahl)
- 2015–2019/20: Komische Oper, Berlin, Intendant: Barie Kosky
- 2019: Theater am Kurfürsten Damm, Intendant: Martin Woelffer
- 2012–2013: Gast/Beratung Maxim-Gorki Theater, Berlin, Intendant: Armin Petras
- 2011–2013: Gast im Schlossparktheater, Berlin, Intendant: D. Hallervorden
- 2008–2010: Gast am Theater der jungen Generation, Dresden, Intendantin: F.Loewe
- 2004–2005: Gastvertrag am Theater Magdeburg, Intendant:Tobias Wellemeyer
- 1999–2000: Schauspielhaus Zürich, Direktor: Reinhard Palm
- 1998: Gastvertrag am Staatstheater Aachen, Intendant: Ottenthal
- 1992–1996: Nationaltheater Mannheim, Intendant: W. Schulz
- 1983–1992: Staatstheater Kassel, Intendant: Manfred Beilharz
- 1982: Residenztheater München, Intendant: Kurt Meisel
- 1981: Theater der Jugend München, Intendant: J. Flügge

## Filmografie (Auswahl)
- 1995/96: Die Fallers – Eine Schwarzwaldfamilie
- 1997: Hallo, Onkel Doc!
- 2000: Hinter Gittern – Der Frauenknast
- 2001: The Double Bed
- 2002: Abschnitt 40
- 2002: Balko
- 2003: Vorspiel
- 2004: Wer ist der Mörder?
- 2004: Was heißt hier Oma?
- 2005/6: Julia – Wege zum Glück
- 2006: Katrin's Cihad
- 2007: Schwester Ines
- 2007: Vertrauensfrage
- 2008: Gefühlte XXS – Vollschlank und frisch verliebt
- 2009: Acht auf einen Streich – Die kluge Bauerntochter
- 2009: Ferien auf Sylt
- 2009: Mörder auf Amrum
- 2009: Der Stinkstiefel
- 2010: Tatort: Wie einst Lilly
- 2010: Das Vermächtnis; SOKO-Köln
- 2010: Liebe und andere Baustellen
- 2011: Hubert und Staller
- 2012: Luise; Kurzfilm
- 2012: Westend; Spielfilm-Kino
- 2014: Ein allzu schönes Mädchen
- 2015: Sprache, Löwenzahn
- 2015: Die Frau am Fenster, SOKO Köln
- 2015: Binny und der Geist
- 2015: Route B 96
- 2015: Alles Roger
- 2016: Frau Temme sucht das Glück
- 2016: Honigfrauen
- 2018: Lautlose Tropfen
- 2021: Wrong
- 2021: Ella Schön-Seitensprünge
- 2022: SOKO Potsdam (Fernsehserie, Folge Es lebe der Sport)
- 2023: Polizeiruf 110: Du gehörst mir (Fernsehreihe)